# Andy Rourke
Pour les articles homonymes, voir Rourke.
Andrew Michael Rourke, dit Andy Rourke, né le 17 janvier 1964 à Manchester (Angleterre) et mort le 19 mai 2023 à New York (État de New York), est un musicien britannique, surtout connu comme le bassiste du groupe de rock The Smiths. Il est connu pour son approche mélodique de la basse.
Andy Rourke rejoint The Smiths après leur premier concert, connaissant le guitariste Johnny Marr depuis l'école, et il joue sur leurs quatre albums studio. Après la séparation du groupe en 1987, il participe aux albums solo du chanteur Morrissey. Andy Rourke enregistre avec Sinéad O'Connor et The Pretenders au début des années 1990, et est membre du supergroupe Freebass (en) et du groupe D.A.R.K.. Il organise également les concerts Versus Cancer (en) de 2006 à 2009.

## Biographie

### Jeunesse et début de carrière
Andy Rourke naît le 17 janvier 1964 à Manchester,,. Son père est irlandais et sa mère anglaise ; il est élevé par son père à Ashton upon Mersey (en), puis à Sharston (en), après que sa mère se soit séparée de lui et ait quitté le domicile familial,. Ses parents lui offrent une guitare acoustique à l'âge de sept ans. À l'âge de 11 ans, il se lie d'amitié avec le jeune John Maher (qui deviendra bientôt Johnny Marr), avec qui il partage un intérêt pour la musique. Ils passent leurs pauses déjeuner à l'école à faire de bœufs et jouer sur leurs guitares. Lorsque Marr et Rourke forment un groupe, il invité Rourke (qui est encore guitariste à l'époque) à essayer la basse, dont il est tombé amoureux et qu'il joue jusqu'à la fin de sa carrière.
Andy Rourke quitte l'école à l'âge de 15 ans et enchaîne les petits boulots, jouant de la guitare et de la basse dans divers groupes de rock, ainsi que dans l'éphémère groupe de funk Freak Party, avec Marr. Ayant grandi dans le quartier de Racecourse Estate à Ashton upon Mersey, il commence à prendre de l'héroïne, une habitude qui va devenir incontrôlable une fois qu'il aura gagné plus d'argent avec les Smiths.

### The Smiths
Marr s'associe ensuite à Morrissey pour former les Smiths. Andy Rourke rejoint le groupe après son premier concert en 1982, lorsque Marr renvoie le bassiste d'origine Dale Hibbert, et y est reste pendant la majeure partie de son existence. Le deuxième album studio du groupe, Meat Is Murder, contient le titre Barbarism Begins at Home, un morceau de sept minutes inspiré par le funk et considéré par plusieurs critiques comme l'une des plus grandes contributions de Rourke,,. Il est également salué pour ses lignes de basse inspirées du rockabilly sur les titres Rusholme Ruffians et Nowhere Fast, .
Souffrant d'une dépendance à l'héroïne, Andy Rourke est arrêté pour possession de drogue et renvoyé du groupe au début de 1986, à la suite d'une note manuscrite laissée sur le pare-brise de sa voiture par Morrissey. Guy Pratt, musicien de studio expérimenté, est remplacé et trouve les compositions de Rourke difficiles à apprendre ; il est soulagé lorsque Rourke est rétabli deux semaines plus tard, après avoir été autorisé à partir en tournée aux États-Unis. Juste après la réhabilitation d'Andy Rourke, les Smiths sortent leur troisième album studio, The Queen Is Dead. En son absence, le second guitariste Craig Gannon rejoint le groupe. Marr décrit la contribution d'Andy Rourke à cet album comme « quelque chose qu'aucun autre bassiste ne pourrait égaler », et la lourde ligne de basse de la chanson titre comme l'une des meilleures qu'il ait entendues. The Smiths sortent leur quatrième et dernier album studio, Strangeways, Here We Come, en 1987, acclamé par la critique, et se séparent peu après.
Andy Rourke et le batteur Mike Joyce entament des poursuites judiciaires contre Morrissey et Marr au sujet des royalties. À court d'argent en raison de son addiction à l'héroïne, Rourke conclut un accord à l'amiable pour 83 000 livres sterling et 10 % des redevances futures, et renonce à toute autre revendication ; Joyce maintient sa plainte jusqu'en 1996 et obtient un montant nettement plus élevé au tribunal. Après avoir dépensé le règlement, Andy Rourke est déclaré en faillite à la suite d'une requête de l'administration fiscale le 25 janvier 1999.

### Carrière postérieure
Immédiatement après leur rupture, Rourke et Joyce jouent avec Sinéad O'Connor. Rourke (mais pas Joyce) apparaît sur son deuxième album studio I Do Not Want What I Haven't Got (1990),. Avec Craig Gannon, ils fournissent la section rythmique pour deux singles de l'ancien chanteur des Smiths, Morrissey, Interesting Drug et The Last of the Famous International Playboys (tous deux en 1989). Rourke joue également de la basse sur November Spawned a Monster et Piccadilly Palare (tous deux en 1990) et compose la musique des chansons de Morrissey Yes, I Am Blind (la face B de Ouija Board, Ouija Board, 1989) ; Girl Least Likely To (face B du single November Spawned a Monster ; également publiée en tant que titre bonus sur la réédition de 1997 de Viva Hate) ; et Get Off the Stage (face B de Piccadilly Palare),,.
Rourke joue également et enregistre avec The Pretenders (apparaissant sur certains titres de l'album Last of the Independents de 1994), Killing Joke, Badly Drawn Boy (avec qui Rourke a tourné pendant deux ans), Aziz Ibrahim (ancien Stone Roses), et l'ex-guitariste d'Oasis Bonehead sous le nom de Moondog One, qui incluait également Mike Joyce et Craig Gannon. Rourke a également joué de la basse pour Ian Brown, à la fois en tournée et sur le cinquième album studio solo de Brown, The World Is Yours (2007).
Andy Rourke, son manager de l'époque, Nova Rehman, sa société de production, Great Northern Productions, et d'autres organisent Manchester v Cancer, une série de concerts au profit de la recherche contre le cancer, plus tard connue simplement sous le nom de Versus Cancer. L'initiative est lancée lorsque le père et la sœur de Rehman sont diagnostiqués comme étant atteints de la maladie. Le premier concert Manchester v Cancer a lieu en janvier 2006. Il est l'occasion d'une réunion entre Rourke et son ancien camarade des Smiths, Johnny Marr, qui interprètent une chanson ensemble. Il organise d'autres concerts au cours des trois années suivantes,,.

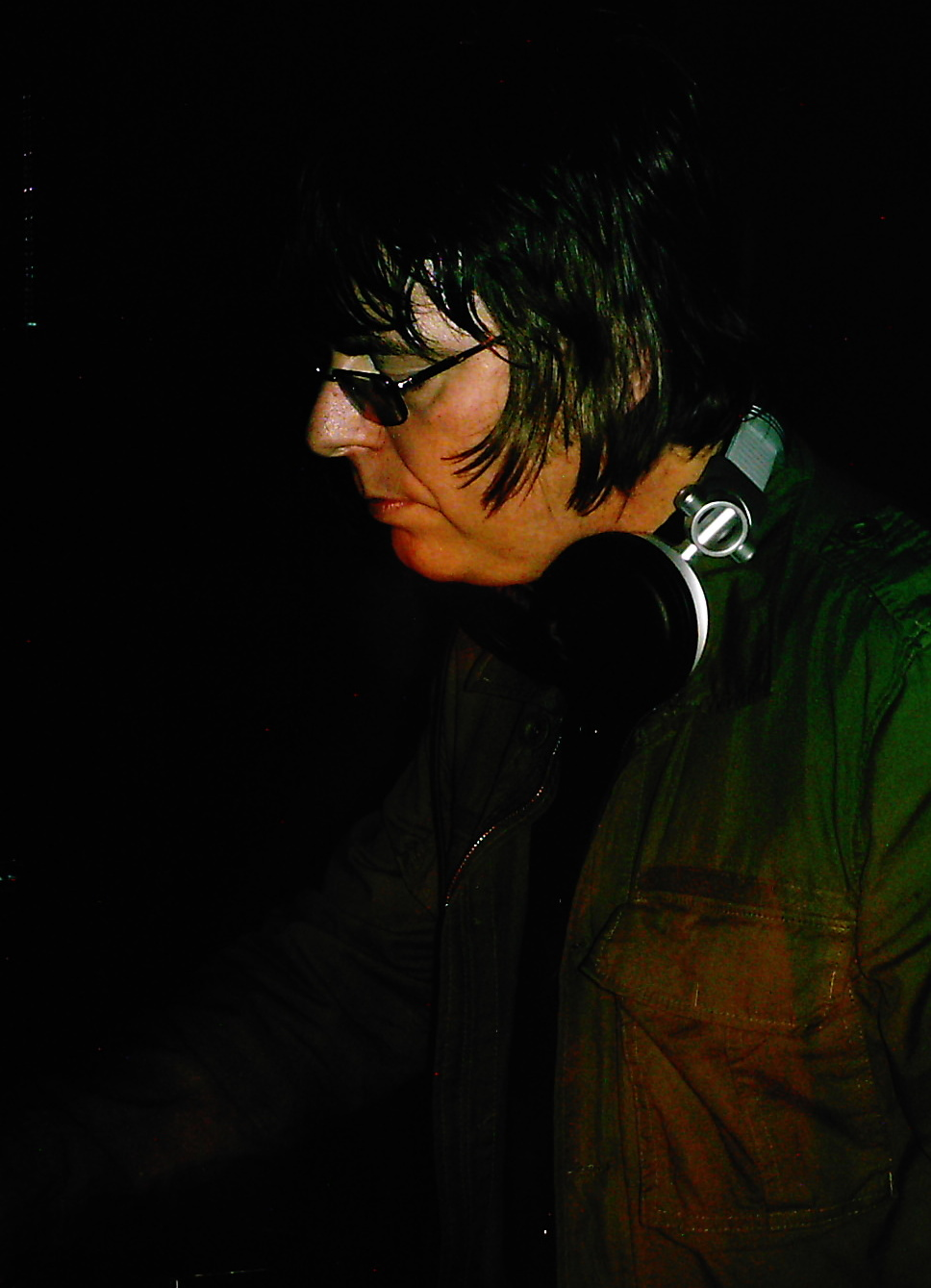
Andy Rourke en 2007.

Andy Rourke forme Freebass (en) avec les bassistes Mani (ex-Stone Roses) et Peter Hook (ex-New Order) en 2007 et reste actif dans le groupe jusqu'en août 2010. Début 2009, il s'installe à New York, où il anime une émission sur East Village Radio et travaille comme DJ de club avec Olé Koretsky sous le nom de Jetlag. C'est ainsi qu'Andy Rourke et Koretsky forment le groupe de rock alternatif D.A.R.K. avec la chanteuse irlandaise Dolores O'Riordan des Cranberries. Le trio sort son premier album studio, Science Agrees, le 9 septembre 2016.
Après la mort d'O'Riordan, Andy Rourke forme Blitz Vega avec le guitariste et chanteur Kav Sandhu. Leur premier single est Hey Christo, sorti le 16 avril 2019. Le 17 novembre 2022, Blitz Vega sort le single Strong Forever, avec Johnny Marr comme guitariste invité.
En janvier 2018, il est annoncé qu'Andy Rourke, Mike Joyce et Craig Gannon participeraient à Classically Smiths, une série de concerts de musique classique basés sur la discographie des Smiths, avec la Manchester Camerata. Andy Rourke publie une déclaration indiquant qu'il n'a jamais accepté de participer à l'événement ; Joyce et Gannon se retirent ensuite et les événements sont annulés.

### Mort
Le matin du 19 mai 2023, à l'âge de 59 ans, Andy Rourke meurt d'un cancer du pancréas au Memorial Sloan Kettering Cancer Center de New York,,,. Johnny Marr écrit sur son compte Twitter, lié à son site internet officiel : « C'est avec une profonde tristesse que nous annonçons le décès d'Andy Rourke après une longue maladie, un cancer du pancréas ».

## Instruments
Tout au long de sa carrière, Rourke a utilisé une Fender Precision Bass , une Fender Jazz Bass, une basse Yamaha BB3000 et d'autres.

## Discographie

### Morrissey
Singles
- Piccadilly Palare[41]
- Interesting Drug[13]
- November Spawned a Monster[13]
- The Last of the Famous International Playboys[13]

Albums
- Bona Drag (1990)[42]

### FreeBass
Singles
- Live Tomorrow You Go Down – 2010 – 24 Hour Service Station[43]

EPs
- Two Worlds Collide – 2010 – 24 Hour Service Station[44]
- You Don't Know This About Me (The Arthur Baker Remixes) – 2010 – 24 Hour Service Station[45]
- Fritz von Runte vs Freebass Redesign – 2010 – 24 Hour Service Station[46]
- Two Worlds Collide (The Instrumental Mixes) – 2010 – 24 Hour Service Station[47]

Albums
- It's a Beautiful Life – 2010 – 24 Hour Service Station / Essential[48]

### D.A.R.K.
- Science Agrees (2016)[49]

### Sinéad O'Connor
- I Do Not Want What I Haven't Got (1990)[20]

### The Pretenders
- Last of the Independents (1994)[50]

### Ian Brown
- The World Is Yours (2007)[25]